# Terkukallikulam
Terkukallikulam es una ciudad censal situada en el distrito de Tirunelveli en el estado de Tamil Nadu (India). Su población es de 5980 habitantes (2011). Se encuentra a 54 km de Tirunelveli y a 78 km de Thoothukudi.

## Demografía
Según el censo de 2011 la población de Terkukallikulam era de 5980 habitantes, de los cuales 2850 eran hombres y 3130 eran mujeres. Terkukallikulam tiene una tasa media de alfabetización del 95,38%, superior a la media estatal del 80,09%: la alfabetización masculina es del 96,96%, y la alfabetización femenina del 93,98%.